# Американська дочка
«Американська дочка» (рос. «Американская дочь») — російський художній фільм 1995 року режисера Карена Шахназарова.

## Сюжет
Музикант одного з московських ресторанів прилітає в Сан-Франциско, щоб викрасти свою дочку, яку таємно забрала його колишня дружина, одружившись із респектабельним американцем. Після зворушливої зустрічі тата з дочкою починається їх подорож автостопом Америкою, сповнена пригод...

## У ролях
- Володимир Машков
- Елісон Уітбек
- Марія Шукшина
- Армен Джигарханян

## Творча група
- Сценарій: Олександр Бородянський, Карен Шахназаров
- Режисер: Карен Шахназаров
- Оператор: Володимир Шевцик
- Композитор: Анатолій Кролл